# Kościół Najświętszej Maryi Panny Królowej Polski w Korczynie
Kościół Najświętszej Maryi Panny Królowej Polski – rzymskokatolicki kościół parafialny należący do dekanatu Krosno II archidiecezji przemyskiej.

## Historia
Obecna świątynia została wzniesiona w latach 1910–1914. Zaprojektowana została przez architekta Stanisława Majerskiego z Przemyśla. Kościół został zbudowany za protekcją i przy wydatnej pomocy pochodzącego z Korczyny biskupa przemyskiego Józefa Sebastiana Pełczara. Kamień węgielny pod nowy kościół został poświęcony w dniu 29 czerwca 1910 roku przez księdza kanonika Władysława Sarnę. Nowa świątynia została konsekrowana w 1914 roku przez wspomnianego wyżej biskupa przemyskiego Józefa Sebastiana Pełczara.

## Opis
Bryła kościoła obejmuje korpus zawierający nawy przecięte transeptem, do ramion którego zostały dobudowane pięcioboczne kaplice. Po prawej i lewej stronie prezbiterium są umieszczone dwa pomieszczenia (zakrystia i kaplica Matki Boskiej Częstochowskiej – pełniąca dawniej funkcję tzw. „starej zakrystii”) połączone ze sobą wąskim ambitem za prezbiterium. Nad nimi jest umieszczony balkon zakończony ceglaną balustradą z przepierzeniami na przyporach.

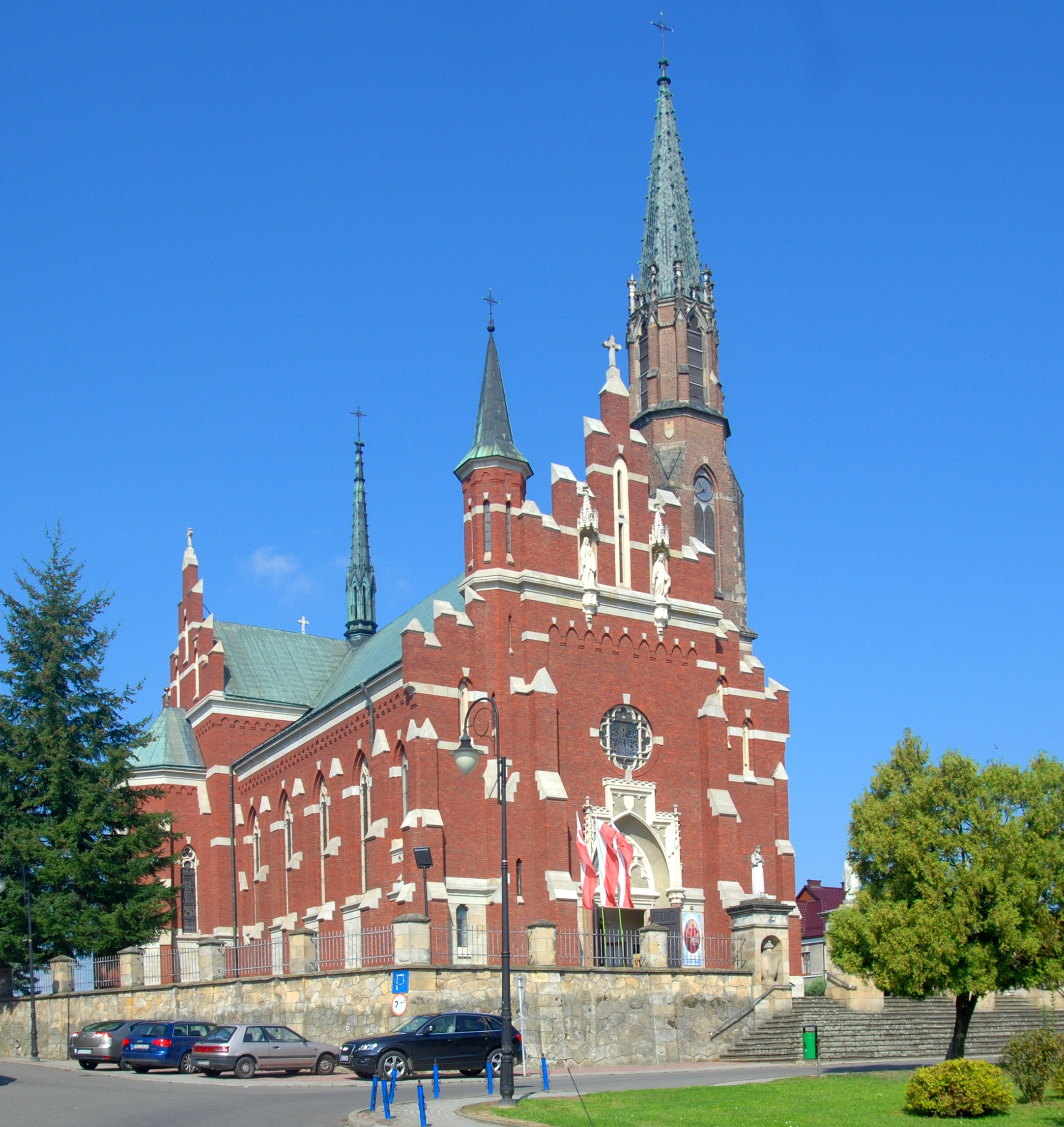
Elewacja frontowa
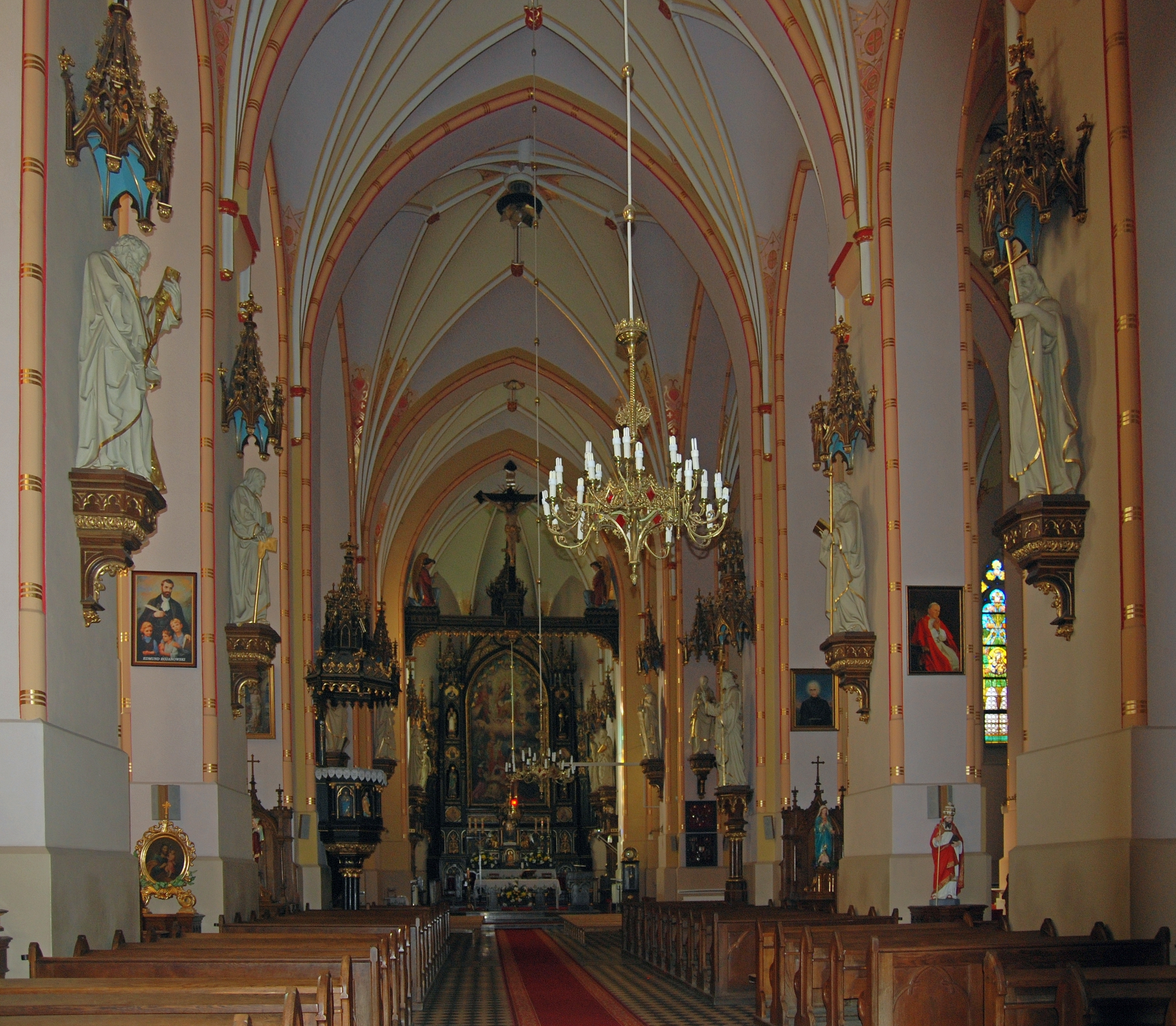
Wnętrze
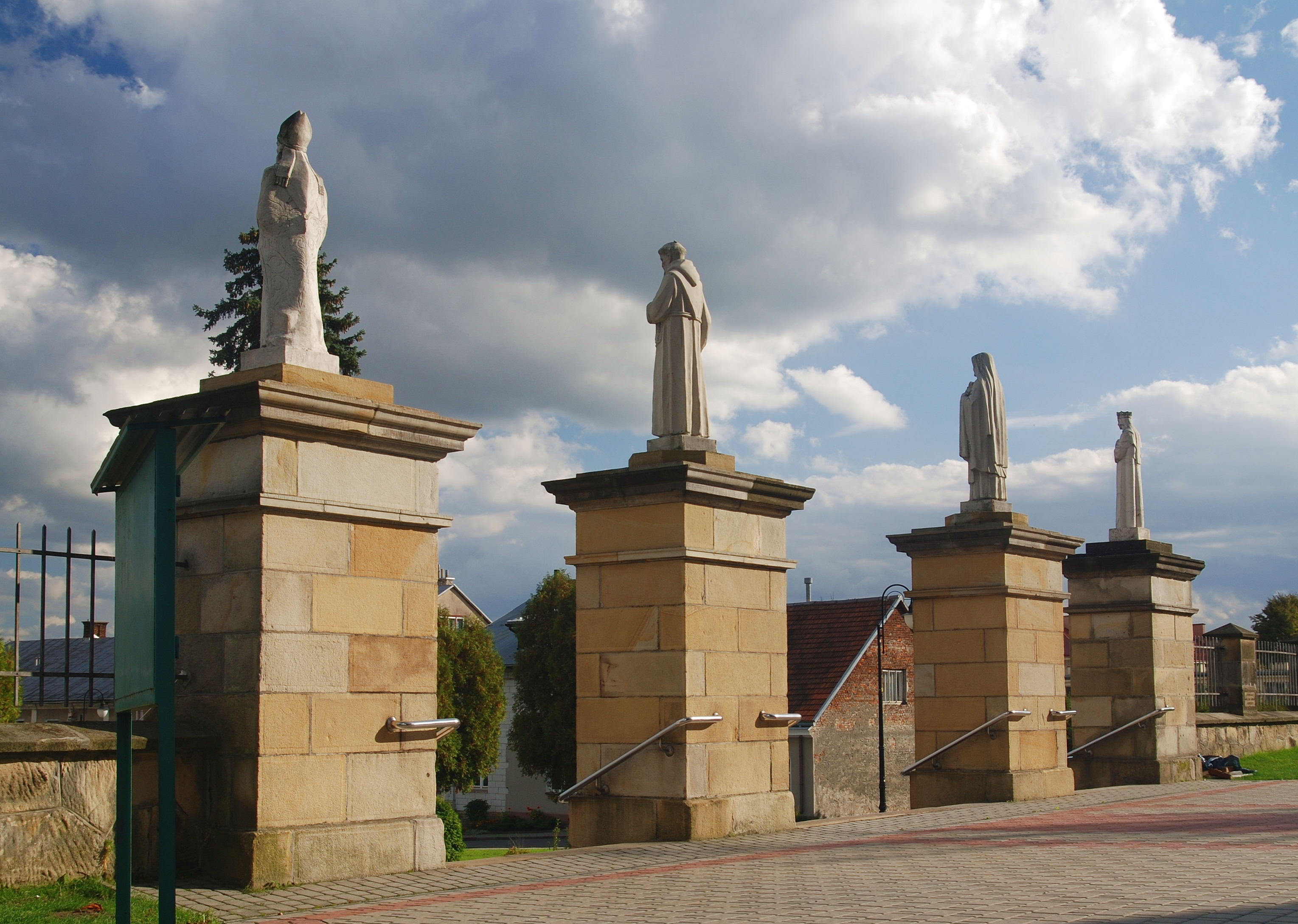
Zabytkowe ogrodzenie z bramą

Wnętrze świątyni jest podzielone na trzy nawy i dwie kaplice. Nawa główna jest ozdobiona naturalnej wielkości posągiem Chrystusa i 12 Apostołów ustawioną na drewnianych konsolach zakończonych także drewnianymi baldachimami, natomiast nawy boczne są ozdobione stylowymi neogotyckimi płaskorzeźbami drewnianymi 14 stacji Drogi Krzyżowej. Nawa główna i prezbiterium nakryte są sklepieniami gwiaździstymi, natomiast nawy boczne nakryte są sklepieniami krzyżowymi.
Pięć umieszczonych w kościele ołtarzy zostało wykonanych w drewnie barwy czarnej z bogatą złotą ornamentyką. Obraz w głównym ołtarzu namalowany przez lwowskiego artystę Edwarda Lepszego, przedstawia hołd wszystkich stanów Najświętszej Maryi Pannie – Królowej Korony Polskiej. W ołtarzach bocznych zostały umieszczone obrazy patronów poprzednich kościołów korczyńskich oraz podmioty kultu fundatora kościoła oraz parafian czyli: Świętych Apostołów Piotra i Pawła i Najświętszego Serca Pana Jezusa (po lewej stronie) oraz Św. Michała Archanioła i Matki Boskiej Różańcowej (po prawej stronie). Zespół 17 witraży zaprojektował Stefan Witold Matejko a wykonała w latach 1912-1913 oraz naprawiła po zniszczeniach wojennych krakowska firma witrażów S.G. Żeleński.